# April Rose

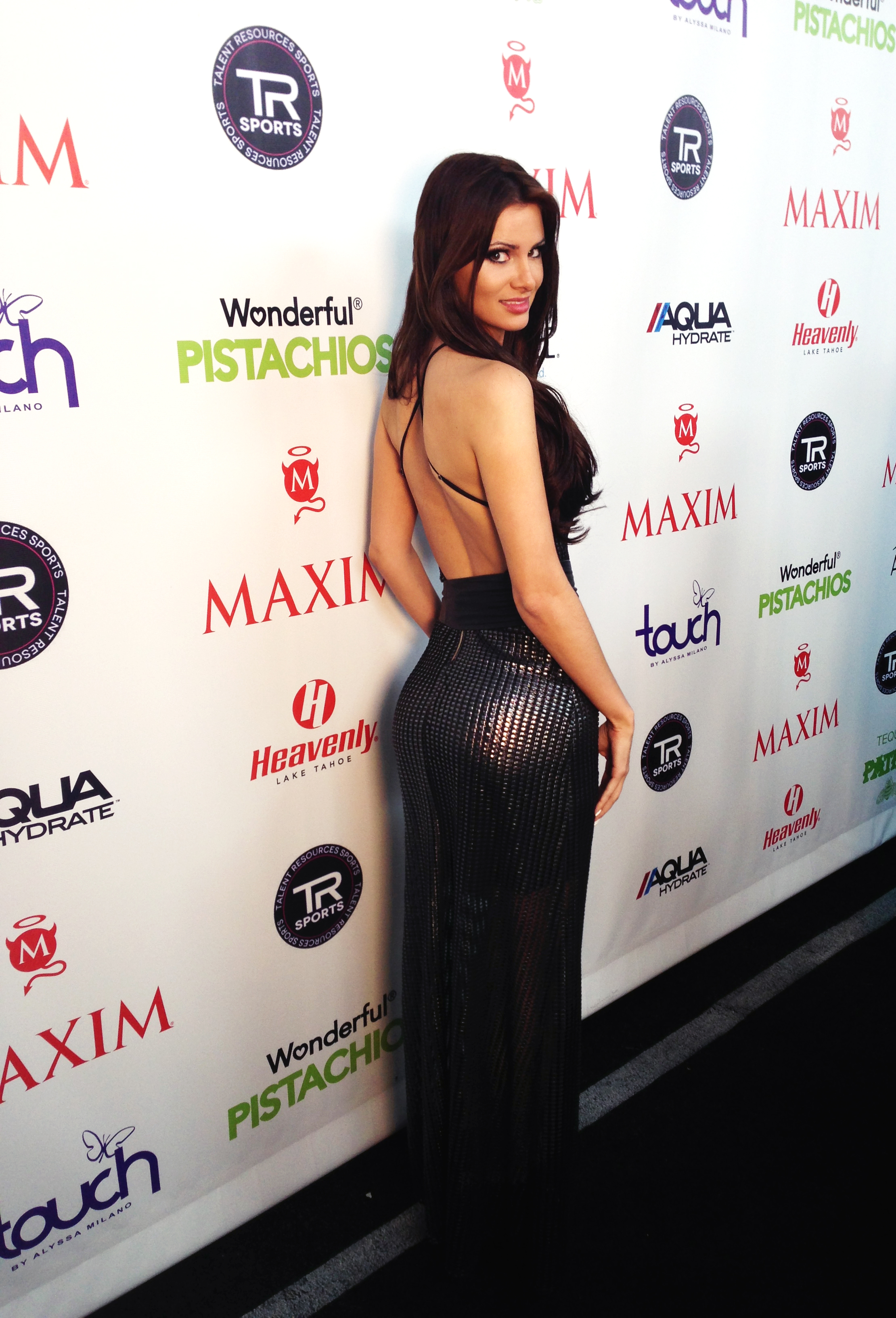
April Rose auf der Maxim Super Bowl Party 2014

April Rose Haydock (* 3. November 1987 in Chicago) ist ein amerikanisches Model und Schauspielerin.

## Leben und Karriere
April Rose stammt aus Chicago. Sie ist ausgebildete Sanitäterin. 2008 wurde sie zur Hometown Hottie des Magazins Maxim gewählt, für das sie 2011 bis 2014 eine Webserie produzierte. In der Hot 100 Liste dieser Zeitschrift der heißesten Frauen landete sie 2012 auf Platz 82. Weiterhin war sie als erste auf dem Cover der kanadischen Maxim-Ausgabe.
April gehört zur Stammbesetzung der MTV-Serie Guy Code sowie dessen Ableger Girl Code. 2014 moderierte sie die MTV Spring Break 2014 in Cancún, Mexiko. Im Kinofilm Kindsköpfe 2 war sie als eine Tanzlehrerin zu sehen. Sie übernahm Sportübertragungen für das Fox Sports Networks. Auf dem Regionalsender Comcast SportsNet Chicago moderiert sie ihre eigene Show mit dem Titel Chicago Face-Off with April Rose, in der sie Spieler des Icehockey-Teams Chicago Blackhawks interviewt.

## Filmografie
- 2009: The Bannen Way
- 2011: Dear Pen Pal
- 2013: Kindsköpfe 2 (Grown Ups 2)
- 2010: Martin Short: Let Freedom Hum (Fernsehfilm)
- 2011–2014: Guy Code (Fernsehsendung)
- 2013: Girl Code (Fernsehsendung)
- 2015: Sex with Brody (Talkshow)
- 2015: Empire (Fernsehserie, Folge 1.02)